# Geomorfologický celek
Geomorfologický celek (mezoregion[zdroj⁠?!]) je jednotka šesté úrovně v hierarchickém geomorfologickém členění povrchu Země v podobě, v jakém se toto členění obvykle uplatňuje v Česku. Nadřazenou jednotkou je geomorfologická oblast, podřazenou geomorfologický podcelek.
Na této úrovni se objevuje většina zeměpisných názvů, které běžně chápeme jako jedno pohoří.
Příklady: Jizerské hory, Krkonoše, Železné hory.